# 2012 UG177
2012 UG177, também escrito como 2012 UG177, é um objeto transnetuniano que está localizado no Cinturão de Kuiper, uma região do Sistema Solar. Este corpo celeste é classificado como um plutino, pois, o mesmo está em uma ressonância orbital de 2:3 com o planeta Netuno. Ele possui uma magnitude absoluta de 9,6 e tem um diâmetro estimado de cerca de 53 km.

## Descoberta
2012 UG177 foi descoberto no dia 20 de dezembro de 2012 pelo astrônomo M. Alexandersen.

## Órbita
A órbita de 2012 UG177 tem uma excentricidade de 0,224 e possui um semieixo maior de 39,245 UA. O seu periélio leva o mesmo a uma distância de 35,288 UA em relação ao Sol e seu afélio a 48,020 UA.